# Russell Knox
Russell Knox (Inverness, 21 juni 1985) is een Schotse golfer.
Knox studeerde aan de Jacksonville University en bleef daarna in Florida wonen. Acht jaar lang was Mike Flemming (†2014) zijn coach.

## Professional
Knox werd in 2007 professional. De eerste jaren speelde hij op de Hooters Tour, en in 2011 speelde hij op de Nationwide Tour. In de periode 2011-2015 speelde hij bijna honderd toernooien op de Amerikaanse PGA Tour. Zijn beste resultaat was tijdens de Honda Classic waar hij de play-off verloor aan Russell Henley.
In november 2015 was hij de eerste Schot die een toernooi van de WGC won. Door deze overwinning kreeg hij speelrecht voor de Europese Tour en kan hij proberen zich te kwalificeren voor de Ryder Cup. Hij steeg naar nummer 31 van de wereldranglijst. Een week later speelde hij de OHL Classic at Mayakoba, waarbij hij en Jason Bohn de play-off verloren aan Graeme McDowell.
Knox is een van de weinige spelers die een ronde van 59 op zijn naam heeft staan. Dit was tijdens de tweede ronde van het Boise Open in Boise, Idaho. De par van die baan is 71.

### Gewonnen
PGA Tour
- 2015: WGC - HSBC Champions in Shanghai

Europese Tour
- 2015: WGC - HSBC Champions in Shanghai

Nationwide Tour
- 2011: Chiquita Classic

NGA Hooters Tour
- 2009: Silver Star Ho0tel & Casino Golf Classic
- 2010: Gold Strike Casino Classic

EGolf Professional Tour
- 2010: Palmetto Hall Championship